# Odondebuenia
Odondebuenia is een monotypisch geslacht van straalvinnige vissen uit de familie van grondels (Gobiidae). Het geslacht is voor het eerst wetenschappelijk beschreven in 1930 door Buen.

## Soort
- Odondebuenia balearica (Pellegrin & Fage, 1907)